# Джованні де Дженнаро
Джованні де Дженнаро (21 липня 1992 , Брешія, Ломбардія ) — італійський веслувальник, олімпійський чемпіон 2024 року.

## Виступи на Олімпіадах
| Олімпіада           | Дисципліна        | Місце |
| ------------------- | ----------------- | ----- |
| Ріо-де-Жанейро 2016 | байдарки-одиночки | 7     |
| Токіо 2020          | байдарки-одиночки | 14    |
| Париж 2024          | байдарки-одиночки | 1     |
| Париж 2024          | байдарки-крос     | 13    |

## Зовнішні посилання
- Джованні де Дженнаро на сайті International Canoe Federation (англійська)
- Джованні де Дженнаро на сайті Olympics.com (англійська)
- Джованні де Дженнаро на сайті Olympedia (англійська)
- Джованні де Дженнаро на сайті Italian Olympic Committee (італійська)